# Haraiki
Haraiki  is een atol in de eilandengroep van de Tuamotuarchipel (Frans-Polynesië). Het atol is bestuurlijk verbonden met het atol Makemo. In 2017 woonde er 1 persoon permanent.

## Geografie
Haraiki ligt 42 km ten oosten van het atol Fangatau en 980 km ten noordoosten van Tahiti. Het is afgerond driehoekig, met een lengte van 8,5 km en een breedte van 5 km. Het landoppervlak bedraagt 8 km². Er is een lagune met oppervlakte van 11 km², met een ruime, natuurlijke, voor kleine boten bevaarbare doorgang naar zee. Het dorp Opipine aan de noordkant wordt alleen tijdelijk bewoond door een twintigtal mensen afkomstig uit Makemo voor de oogst van kokos en het maken van kopra. 
Het atol ontstond rond de top van een vulkaan die 49,9 tot 50,6  miljoen jaar geleden 2465 meter van de zeebodem oprees. 

## Geschiedenis
Haraiki  werd voor het eerst door de Franse ontdekkingsreiziger Louis Antoine de Bougainville waargenomen in 1768. Rond 1850 werd het eiland Frans territorium. In 1906 werd het eiland in zijn geheel verwoest door een tropische cycloon. Nadien is het eiland rijkelijk beplant met kokospalmen, het regelmatige patroon van deze aanplantingen is goed zichtbaar met Google Earth.  

## Economie
Het maken van kopra is een belangrijke economische activiteit. Er is zowel aan de kant van de oceaan als aan de kant van de lagune een betonnen loswal waar schepen kunnen aanmeren. Voor toerisme ontbreekt infrastructuur.

## Ecologie
Hoewel de vegetatie relatief soortenarm is, geldt dat niet voor de vogelstand. Er komen 41 vogelsoorten voor waaronder zeven soorten van de Rode Lijst van de IUCN waaronder de hendersonstormvogel (Pterodroma atrata) en de  zuidzeewulp (Numenius tahitiensis) en de endemische tuamotujufferduif (Ptilinopus coralensis) en de tuamotukarekiet (Acrocephalus atyphus).